# 陳梁 (成化舉人)
參數所指定的目標頁面不存在，建議更正成存在頁面或直接建立下列一個頁面（建立前請先搜尋是否有合適的存在頁面可以取代）：
- 陈梁

陳梁（15世紀—16世紀），字伯棟，陝西西安府涇陽縣人，明朝政治人物。

## 生平
陳梁是成化十九年（1483年）癸卯科陝西鄉試舉人，授渾源州知州，上奏開放恆山讓人民打柴獲利，南方人被發配到當地充軍役，多因水土不服而死，他又奏報狀況讓發配者調回本土衛所，軍民因此畫下其肖像祭祀，陞贛州同知，遇上有流寇數萬人劫掠郡縣，他奉命討平，用計謀誘捕百多人，並遣人多次勸諭賊人解散，亂事因此平定，贛州城南漳江難以涉水跨越，他主持興建石橋便利地方，人稱為「陳公橋」。

## 引用
1. 1 2  宣統《涇陽縣志·卷十二·列傳》：陳梁，字伯棟，成化癸卯舉人，任渾源州知州，地有恒山素禁採樵，梁奏弛禁民獲利，南人充大同軍役，水土不服多死者，梁上其狀各調本土衛所，陞贛州府同知，時有巨賊數萬掠郡縣，梁奉檄往討，以計誘執百餘人，又遣人分諭諸賊使解散，賊黨遂平，城南漳江難徒涉，梁作石橋人便之，稱陳公橋。
2. ↑  乾隆《渾源州志·卷五》：陳梁，涇陽人，成化間以舉人任渾源知州，地有恒山素禁樵採，梁奏弛禁民獲利，南人充大同軍役，不服水土多死者，梁上其狀遂各調本土衛所，軍民圖像祀焉，陞贛州同知。